# Quando l'amore è sensualità
Quando l'amore è sensualità è un film del 1973 diretto da Vittorio De Sisti.
Il film è conosciuto anche col titolo Una ragazza di paese.

## Trama
La contessa Giulia Sanfelice, per risanare il patrimonio di famiglia, dà la figlia Erminia in sposa ad Antonio, che si è arricchito col commercio delle carni. Tanto è sensibile, inesperta e inibita Erminia, vittima di una madre dalla sensualità frustrata, quanto è sanguigno ed estroverso Antonio il quale, non riuscendo a consumare il matrimonio, trova conforto in altre donne. Intanto Erminia fugge da Parma e raggiunge a Piacenza la sorella Angela, una ragazza disinibita e con molte amicizie, che riesce quasi a coinvolgerla nelle proprie scorribande anche sessuali. Nell'assenza della figlia, la contessa Giulia, travolta dalla prorompente vitalità di Antonio, ne diventa l'amante. Tornata a casa, Erminia sorprende la madre uscire dalla camera di Antonio, perciò si denuda davanti a lei e si offre al marito mentre Giulia desolata si accascia piangendo nel corridoio.